# Liste der Baudenkmale in Heere
In der Liste der Baudenkmale in Heere sind die Baudenkmale der niedersächsischen Gemeinde Heere und ihrer Ortsteile aufgelistet. Der Stand der Liste ist der 10. August 2021. Die Quelle der Baudenkmale ist der Denkmalatlas Niedersachsen.

## Allgemein
In den Spalten befinden sich folgende Informationen:
- Lage: die Adresse des Baudenkmales und die geographischen Koordinaten. Kartenansicht, um Koordinaten zu setzen. In der Kartenansicht sind Baudenkmale ohne Koordinaten mit einem roten Marker dargestellt und können in der Karte gesetzt werden. Baudenkmale ohne Bild sind mit einem blauen Marker gekennzeichnet, Baudenkmale mit Bild mit einem grünen Marker.
- Bezeichnung: Bezeichnung des Baudenkmales
- Beschreibung: die Beschreibung des Baudenkmales. Unter § 3 Abs. 2 NDSchG werden Einzeldenkmale und unter § 3 Abs. 3 NDSchG Gruppen baulicher Anlagen und deren Bestandteile ausgewiesen.
- ID: die Objekt-ID des Baudenkmales
- Bild: ein Bild des Baudenkmales, ggf. zusätzlich mit einem Link zu weiteren Fotos des Baudenkmals im Medienarchiv Wikimedia Commons. Wenn man auf das Kamerasymbol klickt, können Fotos zu Baudenkmalen aus dieser Liste hochgeladen werden:

## Groß Heere

### Gruppe: Kirchhof Groß Heere
Die Gruppe „Kirchhof Groß Heere“ hat die ID 33967255.

| Lage                                    | Bezeichnung | Beschreibung      | ID       | Bild |
| --------------------------------------- | ----------- | ----------------- | -------- | ---- |
| Hauptstraße 52° 3′ 58″ N, 10° 14′ 56″ O | Kirche      |                   | 34093960 |      |
| Hauptstraße 52° 3′ 58″ N, 10° 14′ 55″ O | Kirchhof    |                   | 34093984 | BW   |
| Hauptstraße 52° 3′ 58″ N, 10° 14′ 56″ O | Grabanlage  | Familie Mackensen | 34094006 | BW   |

### Gruppe: Hofanlage Hauptstraße 24
Die Gruppe „Hofanlage Hauptstraße 24“ hat die ID 33967273.

| Lage                                      | Bezeichnung        | Beschreibung     | ID       | Bild |
| ----------------------------------------- | ------------------ | ---------------- | -------- | ---- |
| Hauptstraße 24 52° 3′ 43″ N, 10° 15′ 0″ O | Wohnhaus           |                  | 34094129 | BW   |
| Hauptstraße 24 52° 3′ 44″ N, 10° 15′ 1″ O | Wirtschaftsgebäude | Stall/Scheune    | 34094104 | BW   |
| Hauptstraße 24 52° 3′ 43″ N, 10° 15′ 3″ O | Scheune            | Südliche Scheune | 34094079 | BW   |

### Gruppe: Bierbaums Mühle
Die Gruppe „Bierbaums Mühle“ hat die ID 33967305.

| Lage                                         | Bezeichnung  | Beschreibung                     | ID       | Bild |
| -------------------------------------------- | ------------ | -------------------------------- | -------- | ---- |
| Bierbaumsmühle 1 52° 4′ 36″ N, 10° 15′ 8″ O  | Wohnhaus     |                                  | 34093881 | BW   |
| Bierbaumsmühle 1 52° 4′ 35″ N, 10° 15′ 8″ O  | Lagergebäude | Bierbaums Mühle (Stall/Speicher) | 34093781 | BW   |
| Bierbaumsmühle 4 52° 4′ 36″ N, 10° 15′ 7″ O  | Wohnhaus     |                                  | 34093905 | BW   |
| Bierbaumsmühle 52° 4′ 37″ N, 10° 15′ 7″ O    | Wohnhaus     |                                  | 34093938 | BW   |
| Bierbaumsmühle 1 52° 4′ 35″ N, 10° 15′ 11″ O | Park         |                                  | 34093856 | BW   |
| Bierbaumsmühle 1 52° 4′ 33″ N, 10° 15′ 11″ O | Eiskeller    |                                  | 40967308 | BW   |

### Einzelbaudenkmale
| Lage                                      | Bezeichnung    | Beschreibung   | ID       | Bild |
| ----------------------------------------- | -------------- | -------------- | -------- | ---- |
| Hauptstraße 52° 3′ 59″ N, 10° 14′ 50″ O   | Kriegerdenkmal | Friedhof Heere | 34094032 | BW   |
| Hauptstraße 2 52° 3′ 57″ N, 10° 14′ 54″ O | Wohnhaus       |                | 34094055 | BW   |

## Klein Heere

### Einzelbaudenkmale
| Lage                                        | Bezeichnung | Beschreibung              | ID       | Bild |
| ------------------------------------------- | ----------- | ------------------------- | -------- | ---- |
| Schmiedestraße 52° 4′ 11″ N, 10° 14′ 30″ O  | Kirche      |                           | 34094202 |      |
| Hainbergstraße 7 52° 4′ 9″ N, 10° 14′ 28″ O | Wohnhaus    |                           | 34094178 | BW   |
| Hainberg 52° 3′ 10″ N, 10° 12′ 38″ O        | Turm        | Aussichtsturm „Jägerturm“ | 34094153 |      |